# ザ・コンビニ
『ザ・コンビニ』は、マスターピースが開発したコンビニエンスストアを題材とする経営シミュレーションゲーム。
1996年にパソコンゲームとして発売されたが、ヒューマン、アートディンク、ハムスターによって家庭用ゲーム機版が発売されるなどシリーズ化した。ゲーム機版はGUIや細部のルールがPC版とは異なり、実質的にはPC版の移植ではなく共通項を持ったシリーズ作品となっている。

## ゲームの目的
コンビニエンスチェーンのオーナーとして、舞台の街に店舗展開をしていく。内装、販売価格、人事などの要素で様々な戦略を立てつつ、シナリオ毎に与えられた条件をクリアする。シナリオのクリア条件は代表的なものに
- 都庁を誘致する（一定数以上の町人口を達成）
- 街を独占する（ライバル店舗の完全撤退）
- オーナー評価を上げる
- 利益を上げる

などが存在する。
街にあるコンビニは自分の店だけではなく、もう一つ（シリーズによっては複数）のコンビニチェーンが存在。これがプレイヤーから見た「ライバル店」であり、この二店の間で利用客の争奪戦が繰り広げられる。このライバル店は争うべき敵であるが、儲け向上のために利用することも必要。シナリオによっては時に共存する必要さえある。
コンビニの売り上げを上げるためには町の発展が必要不可欠。積極的な店舗展開をすれば人口は増えていくが、同時に地価も上がっていく。その分店舗展開は次第に困難になっていくが、かといって拡大化に消極的になれば人口も少しずつ減っていく。所持金と相談して、慎重にかつ大胆に店舗展開を行っていく。なお、施設を「誘致」することで意図的に町人口の操作を行うことも可能。

## ソフト一覧
| 1996 | ザ・コンビニ(PC)                            |
| 1997 | ザ・コンビニ～アナザーワールド～(PC)        |
| 1997 | ザ・コンビニ(PS/SS)                         |
| 1998 | ザ・コンビニスペシャル(PS)                  |
| 1999 |                                             |
| 2000 |                                             |
| 2001 | ザ・コンビニ2(PS/SS)                        |
| 2002 | ザ・コンビニIII(PC)                         |
| 2003 | ザ・コンビニ3(PS2)                          |
| 2004 |                                             |
| 2005 | ザ・コンビニIV(PC)                          |
| 2006 | ザ・コンビニ4(PS2)                          |
| 2006 | ザ・コンビニ 200X(Xbox 360)                 |
| 2007 |                                             |
| 2008 | ザ・コンビニDS 大人の経営力トレーニング(DS) |
| 2009 | ザ・コンビニ(Mobage)                        |
| 2010 | ザ・コンビニ ポータブル(PSP)                |
| 2011 |                                             |
| 2012 | ザ・コンビニ(Android・iPhone)               |

### PCゲーム版
ザ・コンビニ ～あの町を独占せよ～
Windows用ゲームとして発売された。
ザ・コンビニ～パワーアップキットVol.1～
山や海、川などの地形のあるマップが登場し、さらに細かな面で色々と追加要素がある。
ザ・コンビニDX ～あの町を独占せよ～
イマジニアによるClassic Mac OS移植版。
ザ・コンビニDX ～パワーアップキットVol.1～
パワーアップキットのClassic Mac OS移植版。
ザ・コンビニ～アナザーワールド～
猫の世界が舞台の「ねこワールド」、剣と魔法の世界が舞台の「ファンタジーRPGワールド」、近未来・戦争後の世界が舞台の「リバースシティー」の3つの架空世界が登場。
ザ・コンビニIII ～あの町を独占せよ～（2002/04/19発売）
PC版としては前作アナザーストーリーから5年ぶりとなる新作となった。
大幅にリニューアルされ、2と同様に街の建物などが立体的に表示されるようになった。
販売できる商品が大幅に増加した。研究所にお金を払い新製品を開発してもらう、一定のステージをクリアーすることで自分でステージを作成できたりなど新たな機能が搭載された。
ユーザー登録をすることにより、公式サイトで内装パーツをダウンロードすることができたり、自分で作成したレイアウトやステージ、新製品等がアップロードできるようになり、様々なことができた（終了済み）。
ザ・コンビニIII ～あの町を独占せよ～ ポピュラー・エディション（2004/06/24発売）
廉価版。オンライン機能が削除され、追加シナリオが5つ追加された。
ザ・コンビニ ネットバトル（2003/10/1ベータテスト開始 2004/02/04サービス開始 2004/12/20サービス終了）
対戦型オンラインゲーム。月額525円、PC版の第三作目をベースとして開発され、マスターピース、ハムスター、ブロードバンドサービス企画の三社によって運営されていた。
PC版で唯一ゲーム機版と同じくローソンとのタイアップがあった。
サービス終了の最後の月は無料開放された。
ザ・コンビニIV ～市場制覇～（2005/06/17発売）
Windowsで発売された。2006年12月に廉価版がソースネクストから発売された。
店舗を神社、ガソリンスタンド、銭湯に並設できるようになった。店員の雇用はなくなり、店舗設置時に自動で配置される。商品には商品期限が設定され期限を過ぎた商品は廃棄される。
IIIであったオンライン機能及び新製品の開発はなくなった。

### コンシューマーゲーム
いずれもレイティングはCERO：A（全年齢対象）。
ザ・コンビニ ～あの町を独占せよ～（1997/03/28発売）
PS/SSソフト。制作元はヒューマン、開発元はアクセス。ヒューマン倒産後はハムスターがMajor Wave シリーズで廉価販売、ゲームアーカイブス対応ソフトとしても配信されている。
PCゲームからの移植版。賃上げ・ストライキといった労使関係のイベントがない。
ザ・コンビニスペシャル 〜3つの世界を独占せよ〜
制作元はアートディンク。アナザーワールドの移植版。
ザ・コンビニ2 ～全国チェーン展開だ!～
PS/SSソフト。制作元はヒューマン、開発元はアクセス。ヒューマン倒産後はハムスターがMajor Wave シリーズで販売。ゲームアーカイブス対応ソフトとしても配信されている。
街の視点が見下ろしで建物などが平面だったものから変更され、立体的に表示されるようになった。
PC版と異なりステージをクリアーしたら終了し、継続して経営を続けることはできない。
一定の条件をクリアすることにより、「ゲームソフト」を売ることが可能になる。
同じヒューマンから発売されているクロックタワーシリーズおよびトワイライトシンドロームシリーズのキャラクター（ジェニファ、シザーマン、ユカリ、チサト、ミカ）が、各マップをクリアすると追加される隠し店員として登場する。
ザ・コンビニ3 ～あの町を独占せよ～（2003/04/24発売）
PlayStation 2ソフト。制作元はハムスター。のちにPlayStation 2アーカイブス対応ソフトとしても配信されている。
実在のコンビニエンスストアチェーン「ローソン」とタイアップしており、店舗ブランドとしてローソンを選択でき、LoppiやローソンATMなどの内装アイテムが設置できる。店内や店員・来店者を3D表示できるようになり、グラフィックが強化された。
発売時はLoppiを介してソフトの予約販売が行われ、購入特典として小冊子が添付された。
新製品の開発機能があるが、PC版とは異なり予め用意された商品を解除していく形になる。
ザ・コンビニ4 ～あの町を独占せよ!～（2006/04/27発売）
PS2ソフト。制作元はハムスター。
3のローソンに続きドトールコーヒーとタイアップ。さらにエンターブレインとのタイアップでエンターブレインの社員が作中に登場する。
並設できる施設としてPC版Ⅳの神社、ガソリンスタンドに加えてPS2オリジナルとしてカフェが登場。
IV同様、店員は雇えないがマネージャーを雇えるようになっている。店内だけでなくマップも3D表示になった。
ザ・コンビニ 200X（2006/03/30発売）
Xbox 360ソフト。
住民の思考エンジンを強化。店内の3D表示が無いなど、PC版に近い仕様になっている。
ザ・コンビニDS 大人の経営力トレーニング（2008/11/27発売）
ニンテンドーDSソフト。企画・監修がマスターピース、制作がハムスター、発売・プロデュースが日本一ソフトウェアである。
従来の経営シミュレーションに加え、ローソン検定のクイズやミニゲームなどが追加されている。タッチペン操作に対応しているが完全ではないため、十字キーを併用する必要がある。
ザ・コンビニ ポータブル（2010/07/08発売）
製作元はハムスター。3のPlayStation Portable移植版。商品開発のシステムが廃止され、内装の種類やチェーン店の種類が減っている。

### ソーシャルゲーム
ザ・コンビニ ～目指せ!全国制覇!～（2009/09/17正式サービス開始）
モバゲータウンにて展開。基本料金無料のアイテム課金制を採用している。
本作はマスターピースとハムスターが共同で開発し、ハムスターがサービス提供している。
ザ・コンビニ ～目指せ!全国制覇!～ （2012/07/31/正式サービス開始）
TSUTAYA.com kiwiにより、Android、iPhone向けに展開、モバゲー版と同じく基本料金無料のアイテム課金制を採用している。
他にも携帯アプリ向けに配信された作品なども存在した。

## 関連書籍
- ザ・コンビニ パーフェクトガイド ISBN 978-4797301038
- ザ・コンビニ あの町を独占せよ パーフェクトガイド ISBN 978-4093850803
- ザ・コンビニDX あの町を独占せよ for Macintosh 徹底研究ガイド ISBN 978-4895639583
- ザ・コンビニ アナザーワールド パーフェクトガイド ISBN 978-4797302585
- ザ・コンビニIV 市場制覇 パーフェクトガイド ISBN 978-4775304075
- ザ・コンビニ あの町を独占せよ 店舗拡大ガイドブック ISBN 978-4063292862
- ザ・コンビニ あの町を独占せよ 必勝攻略法 ISBN 978-4575160499
- ザ・コンビニ あの町を独占せよ ガイドブック ISBN 978-4895637534
- ザ・コンビニ 攻略の帝王 新米店長実習マニュアル ISBN 978-4796611992
- ザ・コンビニ あの町を独占せよ レイアウトデザインセレクション74 ISBN 978-4889914344
- ザ・コンビニスペシャル 3つの世界を独占せよ 公式ガイドブック ISBN 978-4883770076
- ザ・コンビニ2 全国チェーン展開だ! ガイドブック ISBN 978-4895638678
- ザ・コンビニ2 攻略の帝王 新米店長のための全国制覇マニュアル ISBN 978-4796613026
- ザ・コンビニ2 敏腕オーナー養成マニュアル ISBN 978-4889915129
- ザ・コンビニ2 全国チェーン展開だ! 徹底経営ガイド ISBN 978-4073904557
- ザ・コンビニ2 全国チェーン展開だ! 日本征服宣言! ISBN 978-4063431100
- ザ・コンビニ3 あの町を独占せよ 公式完全ガイド ISBN 978-4575163780
- ザ・コンビニ ポータブル 公式パーフェクトガイド ISBN 978-4775308264
- ザ・コンビニ4 公式パーフェクトガイド ISBN 978-4775304723
- ザ・コンビニDS 大人の経営力トレーニング 公式パーフェクトガイド ISBN 978-4775306611